# Ханієрдах
60°37′29″ пн. ш. 128°13′07″ сх. д. / 60.624722222222° пн. ш. 128.21861111111° сх. д.
Ханієрдах (рос. Ханиердах) — роз'їзд Залізниць Якутії (Російські залізниці), розташований на дільниці Нерюнгрі-Вантажна — Нижній Бестях між станціями Кюргелях і Олень.
Відкритий у 2013 році. Станом на початок 2014 року на лінії здійснювався тільки рух вантажних поїздів. Пасажирський рух відкритий у 2019 році.